# Navegación web anónima
La navegación web anónima hace referencia a la utilización de la World Wide Web ocultando la información de identificación personal de un usuario de los sitios web visitados.  
La navegación web anónima se puede lograr a través de servidores proxy, redes privadas virtuales  (VPN)Red privada virtual y otros programas de anonimato comel navegador o Tor. Estos programas funcionan enviando información a través de una serie de enrutadores para ocultar el origen y el destino de la información. Sin embargo, nunca hay garantía de anonimato con estos servidores. Estos programas aún son susceptibles de análisis de tráfico. Los servidores proxy, que tienen un punto central de conocimiento, también son susceptibles de recopilación de datos por parte de las autoridades. Además, las cookies, los complementos del navegador y otra información se pueden utilizar para identificar de forma única a un usuario, incluso si un usuario ha ocultado la dirección IP. 

## Conseguir el anonimato
Cuando un usuario abre una página web, su dirección IP y otra información de la computadora (por ejemplo, la huella digital de dispositivo) se vuelven visibles para el servidor de la página web de destino. Esta información puede ser usada para localizar al usuario. La dirección IP del usuario se puede ocultar a través de un servidor proxy o un servidor VPN, aunque esto puede evitarse usando el navegador incorrecto. Estos tipos de servidores funcionan enviando una solicitud al servidor de destino desde sí mismo en lugar de hacerlo directamente desde el usuario. Por ejemplo, si un usuario solicita visitar un enlace en una página web, la solicitud, en lugar de enviarse directamente al servidor del sitio web, se enviará al servidor proxy, que luego transmite la solicitud al servidor de Internet de destino. Esto oculta la dirección IP del usuario del servidor de destino, ya que solo la información del servidor proxy es visible.
Por otro lado, las huellas digitales de los dispositivos son relativamente resistentes al anonimato. Si bien algunos datos pueden ocultarse o falsificarse, esto puede hacer que un usuario en particular sea atípico y, por lo tanto, menos anónimo. Los servicios NoScript y Tor, sin embargo, parecen ser muy efectivos para crear anonimato.
Los servidores web anónimos generalmente funcionan colocando un proxy anónimo entre un usuario y el sitio web que está visitando. Estos servidores se pueden usar para eludir restricciones y visitar sitios que podrían estar bloqueados en un país, oficina o escuela específicos. Sin embargo, el simple hecho de ocultar su IP no lo convierte en anónimo en Internet. Hay cookies almacenadas en navegadores web y con teléfonos inteligentes, las ubicaciones se pueden rastrear mediante GPS. Para lograr el anonimato completo, debe usar navegadores que no permitan tales actividades o al menos le adviertan cuando los sitios web intentan usar tales funciones. El navegador Tor es una de las mejores herramientas disponibles.
La navegación web anónima es útil para los usuarios de Internet que desean asegurarse de que sus sesiones no puedan ser monitoreadas. Por ejemplo, se utiliza para eludir la monitorización del tráfico por parte de organizaciones que desean descubrir o controlar qué sitios web visitan los empleados. 
Si los funcionarios encargados de hacer cumplir la ley sospechan de una actividad ilegal, pueden solicitar registros al proveedor de Internet del usuario. Los proveedores de Internet que hacen hincapié en la protección de los datos personales normalmente sólo guardan sus archivos de registro durante unos días, momento en el que se borran / sobrescriben por rotación. Sin embargo, muchos proveedores mantienen los archivos de registro de forma indefinida [cita requerida]   . 

## Limitaciones de los servidores proxy
Los servidores proxy tienen varias limitaciones. Principalmente, las páginas web a veces se cargan a un ritmo lento ya que la información del usuario debe ser redirigida. Además, si el servidor está intentando eludir software sospechoso, es posible que algunos elementos de una página no se carguen. Dado que la información personal, como números de tarjetas de crédito y contraseñas, se ha pasado a través de un servidor externo al que cualquier persona puede acceder, los servidores proxy representan un peligro mayor para la seguridad que navegar por la web sin un proxy (si no es en un canal cifrado (HTTPS)).
Los complementos del navegador, como el complemento de máquina virtual Java y Adobe Flash Player, se pueden utilizar para revelar la dirección IP del internauta incluso si navega a través de un servidor web proxy anónimo. 

## Cookies
Las cookies HTTP son cadenas de texto que se guardan en una computadora cuando un usuario navega por diferentes páginas web. Las cookies permiten almacenar pequeños fragmentos de información, como contraseñas y listas de compras. También se utilizan para rastrear datos demográficos y hábitos de navegación. Esta información se envía a la computadora del usuario y luego se carga en bases de datos web sin la aprobación del usuario. Las cookies representan otra vía (además de la transmisión de la dirección IP) mediante la cual se puede potencialmente violar el anonimato de un usuario. 